# 光州都市鐵道

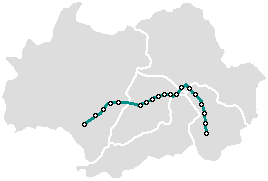
光州地鐵路線地理位置圖

光州都市鐵道（：／ Gwangju dosicheoldo */?），即光州地下鐵（：／ Gwangju Jihacheol），是韓國光州廣域市的地鐵系統，由光州都市鐵道公社負責營運，採用1,435mm標準軌距。自2004年4月28日1號線通車，目前僅有1條路線，共20座車站。

## 路線
| 路線顏色 | 運行路線 | 服務區間 | 起點            | 終點        | 長度（公里） | 站數   | 營運方           | 通車時間       |
| 營運中   | 營運中   | 營運中   | 營運中          | 營運中      | 營運中       | 營運中 | 營運中           | 營運中         |
| -------- | -------- | -------- | --------------- | ----------- | ------------ | ------ | ---------------- | -------------- |
| 青綠色   | 1號線    | 1號線    | 鹿洞（100）     | 平洞（119） | 20.6         | 20     | 光州都市鐵道公社 | 2004年4月28日  |
| 興建中   |          |          |                 |             |              |        |                  |                |
| 湛藍色   | 2號線    | 本線     | 市廳（201）     | 市廳（201） | 37.1         | 38     | 光州都市鐵道公社 | 預定2026年12月 |
| 湛藍色   | 2號線    | 孝泉支線 | 白雲廣場（211） | 孝泉（244） | 4.8          | 7      | 光州都市鐵道公社 | 預定2029年     |

### 1號線
地鐵1號線是光州地鐵首條、也是目前唯一的一條路線，分成二階段建設。第1期工程（鹿洞－尚武）於1996年8月28日動工，2004年4月28日通車；第2期工程（尚武－平洞）則於2000年4月6日動工，2008年4月11日通車。在第2期路線通車後，因可於光州松汀站與湖南線鐵路轉乘，因此乘車人次顯著成長。

### 2號線
地鐵2號線為環狀路網外加一條支線，分三階段施工，第1階段（市廳－光州）已於2021年動工，預計於2026年12月通車；第2階段（光州－市廳）預定於2029年通車；第3階段（孝泉支線）則規劃於2029年完工通車。

## 票價
光州地鐵為固定單程票價，代幣一枚需1,400韓圓。光州市內可通行之電子票證包括：Hanpay、Cashbee、T-money、Rail Plus、Toppass和Mybi。
| 年齡                  | 單程票價（韓圆） | 電子票證價（韓圆） |
| --------------------- | ---------------- | ------------------ |
| 成人票（19歲以上）    | 1,400            | 1,250              |
| 青少年票 （13～18歲） | 1,400            | 900                |
| 兒童票（7～12歲）     | 500              | 500                |